# Aranyoshomlokú levélmadár
Az aranyoshomlokú levélmadár (Chloropsis aurifrons)  a madarak osztályának verébalakúak (Passeriformes) rendjébe és a levélmadárfélék (Chloropseidae) családjába tartozó faj.

## Előfordulása
Banglades, Bhután, Kambodzsa, Kína, India, Laosz, Mianmar, Nepál, Srí Lanka és Vietnám területén honos.

## Alfajai
- Chloropsis aurifrons aurifrons
- Chloropsis aurifrons frontalis
- Chloropsis aurifrons incompta
- Chloropsis aurifrons inornata
- Chloropsis aurifrons insularis
- Chloropsis aurifrons media
- Chloropsis aurifrons pridii

## Megjelenése
Testhossza 18-19 centiméter. Nevét homlokán lévő foltról kapta.
|  |

## Életmódja
Tápláléka nektárból, rovarokból, pókokból és gyümölcsökből áll.

## Szaporodása
Fészekalja 2-3 tojásból áll.